# سيدها (درونغر)
سيدها (بالفارسية: سیدها) هي قرية تقع في إيران في قسم درونغر الريفي. يقدر عدد سكانها بـ 283 نسمة بحسب إحصاء 2016.